# Məmmədəli Hüseynov
Məmmədəli Murad oğlu Hüseynov (ur. 3 kwietnia 1922 w Qazax, zm. 5 lipca 1994 w Baku) – azerbejdżański archeolog, doktor nauk historycznych, profesor, członek korespondent Akademii Nauk Azerbejdżańskiej SRR. Uważany jest za założyciela szkoły archeologii paleolitycznej w Azerbejdżanie. Najbardziej znany jest z odkrycia jaskini Azych oraz szczątków azychantropa (Człowiek z Azych).

## Życiorys
Məmmədəli Hüseynov urodził się 3 kwietnia 1922 roku w miejscowości Qazax w Azerbejdżanie. Ukończył studia na Uniwersytecie Państwowym w Baku. Po ukończeniu studiów rozpoczął pracę w Instytucie Historii Azerbejdżańskiej Akademii Nauk, gdzie przez wiele lat kierował Działem Archeologii Paleolitycznej. Był pionierem w badaniach nad epoką kamienia na terenie Azerbejdżanu. Do jego najważniejszych dokonań należy odkrycie jaskini Azych w 1960 roku oraz znalezienie fragmentu żuchwy azychantropa w 1968 roku. Zmarł 5 lipca 1994 roku w Baku.

## Znaczenie i dziedzictwo
Fragment żuchwy azychantropa, datowany na okres dolnego paleolitu, jest jednym z najważniejszych odkryć paleoantropologicznych na Kaukazie. Badania jaskini Azych wykazały, że była ona zamieszkiwana przez ludzi przez blisko półtora miliona lat. Obecnie jest eksponowany w Narodowym Muzeum Historii Azerbejdżanu w Baku.